# Cervins
|  | Per a altres significats, vegeu «Cerví (desambiguació)». |

Els cervins (Cervinae) són una subfamília de cèrvids. Conté disset espècies vivents repartides en cinc gèneres vivents. El gènere extint Megaloceros inclou l'espècie de cérvol amb les banyes més grosses que es coneixen, Megaloceros giganteus.